# Хассан, Махмуд-ул
Шейх Махмуд-ул Хассан (англ. Sheikh Mahmood-ul Hassan; 10 августа 1924, Монтгомери, Британская Индия — 18 февраля 1988, Карачи) — пакистанский хоккеист (хоккей на траве), нападающий.

## Биография
Махмуд-ул Хассан родился 10 августа 1924 года в индийском городе Монтгомери (сейчас пакистанский город Сахивал).
Играл в хоккей на траве за «Бурма Шелл» из Карачи. 
В 1948 году вошёл в состав сборной Пакистана по хоккею на траве на Олимпийских играх в Хельсинки, занявшей 4-е место. Играл на позиции нападающего, провёл 4 матча, мячей не забивал.
В 1952 году вошёл в состав сборной Пакистана по хоккею на траве на Олимпийских играх в Хельсинки, занявшей 4-е место. Играл на позиции нападающего, провёл 3 матча, забил 1 мяч в ворота сборной Франции.
В 1948—1952 годах провёл за сборную Пакистана 17 матчей, забил 9 мячей.

## Семья
Сын Махмуда-ул Хассана Аяз Махмуд (род. 1964) в 1984 году в составе сборной Пакистана по хоккею на траве стал чемпионом летних Олимпийских игр в Лос-Анджелесе.